# Nephrotoma walkeri
Nephrotoma walkeri är en tvåvingeart som beskrevs av Oosterbroek 1986. Nephrotoma walkeri ingår i släktet Nephrotoma och familjen storharkrankar. Inga underarter finns listade i Catalogue of Life.